# John Westlake

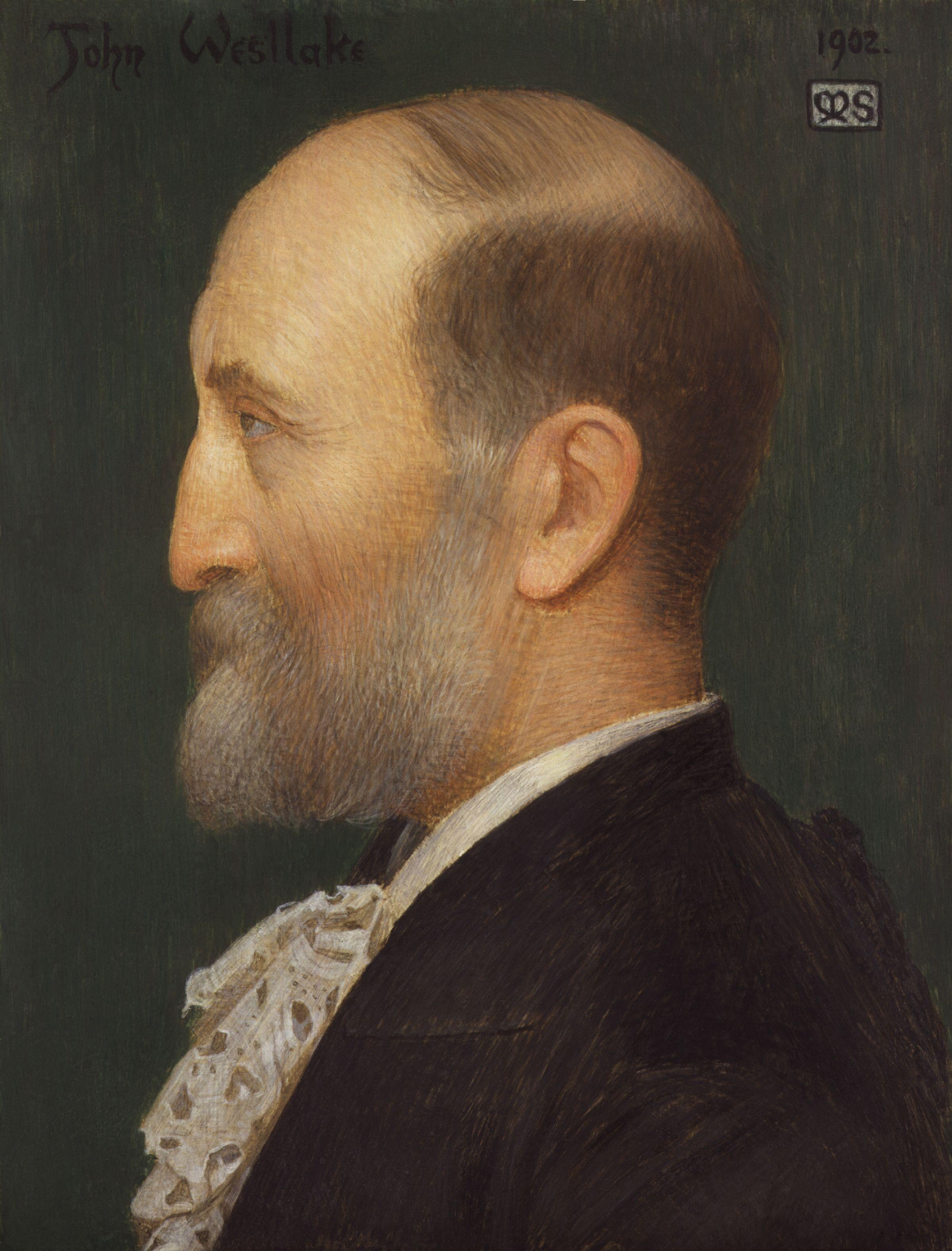
John Westlake, 1902; Ölgemälde von Marianne Stokes in der National Portrait Gallery London

John Westlake (* 4. Februar 1828 in Lostwithiel, Grafschaft Cornwall; † 14. April 1913 in London) war ein englischer Jurist und Sozialreformer. Er wirkte als Professor für internationales Recht an der University of Cambridge und wurde 1911 zum Ehrenpräsidenten des Institut de Droit international ernannt. Schwerpunkt seiner rechtswissenschaftlichen Tätigkeit war das internationale Privatrecht.

## Leben
John Westlake studierte am Trinity College der Universität Cambridge und schloss sein Studium im Jahr 1850 ab. 1864 heiratete er Alice Hare, eine Tochter des Juristen Thomas Hare, nach dem unter anderem das Hare/Niemeyer-Verfahren zur Sitzverteilung bei Wahlen benannt ist.
Beruflich profilierte er sich im Bereich des internationalen Rechts. Im Jahr 1868 begründete er zusammen mit dem niederländischen Juristen Tobias Asser und dem Belgier Gustave Rolin-Jaequemyns unter dem Titel Revue de Droit International et de Legislation Comparée (Zeitschrift für Vergleichendes und Internationales Recht) die erste regelmäßig erscheinende Zeitschrift für Völkerrecht. Von 1888 bis 1908 war er Inhaber des Whewell-Lehrstuhls für internationales Recht an der Universität Cambridge.
1895 leitete er die 15. Sitzung des Institut de Droit international (Institut für Völkerrecht), einer im September 1873 von elf Juristen zur Weiterentwicklung des internationalen Rechts gegründeten Einrichtung. Im Jahr 1911 wurde er nach Gustave Rolin-Jaequemyns und dem Schweizer Gustave Moynier zum dritten Ehrenpräsidenten in der Geschichte des Instituts ernannt. Von 1900 bis 1906 wirkte er am Ständigen Schiedshof in Den Haag.
Seit 1898 war er assoziiertes Mitglied der Académie royale des Sciences, des Lettres et des Beaux-Arts de Belgique (Classe des Lettres et des Sciences morales et politiques). Im Jahr 1906 wurde er vom französischen Juristen Antoine Pillet, einem Mitglied des Institut de Droit international, für den Friedensnobelpreis nominiert. Sechs Jahre später ernannte ihn die Amerikanische Gesellschaft für internationales Recht zu ihrem Ehrenmitglied. Seine Veröffentlichungen galten zur damaligen Zeit als Standardwerke im Bereich des internationalen Rechts und zählen gegenwärtig zu den wichtigsten zeitgenössischen Quellen zum Stand des Völkerrechts zum Ende des 19. und dem Beginn des 20. Jahrhunderts.

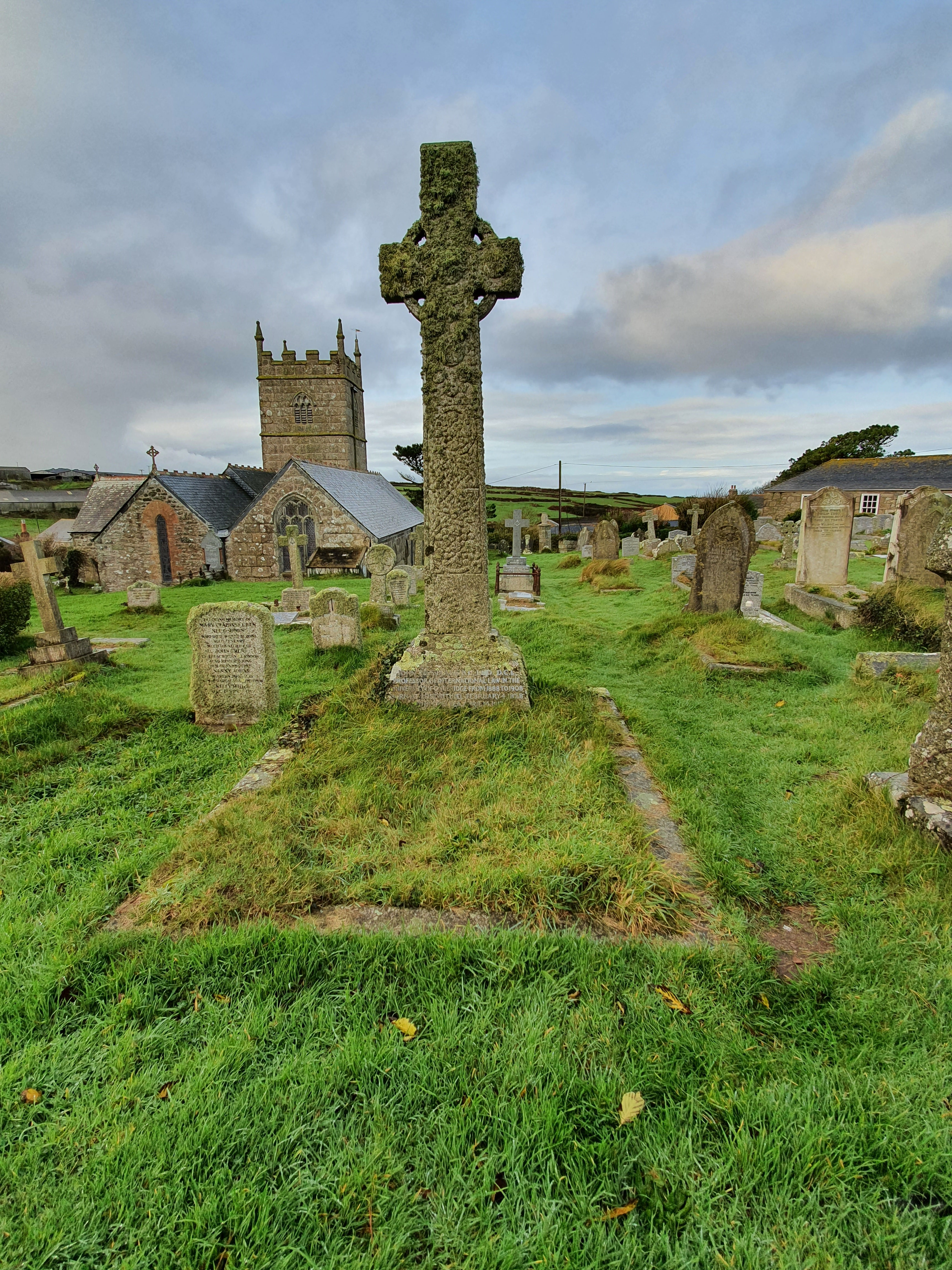
Grab von Alice und John Westlake am Friedhof Zennor

John Westlake starb 1913 in London (Stadtteil Chelsea) und wurde auf dem Friedhof von Zennor in Cornwall beerdigt.

## Werke (Auswahl)
- A Treatise on Private International Law, or the Conflict of Laws. Maxwell, London 1858
- Chapters on the Principles of International Law. Cambridge University Press, Cambridge 1894
- International Law, Part I: Peace. Cambridge University Press, Cambridge 1904
- International Law, Part II: War. Cambridge University Press, Cambridge 1907
- The collected papers of John Westlake on public international law. 1914, archive.org